# 謝玉娟
謝玉娟（1973年2月22日—），綽號小娟、小娟姐，臺灣籃球教練、前運動員。曾擔任七賢國中教練。目前擔任三民家商、義守大學總教練。擔任教練期間跟著姥姥劉錦池與七賢男女籃分別奪得3屆和7屆冠軍，三民家商奪得兩屆冠軍。

## 生平
在高中時右肩不慎受傷，因傷造成的習慣性脫臼使其動了離開球場的念頭，雖然不再擔任球員，大學時卻也出乎意料地成為球隊管理，並在畢業後受到昔日恩師召喚接下教練工作，執教以來在高雄地區深耕多年也培養出不少名將，與他的好姊妹田本玉國內少數基層女生教練帶高中甲級和大專公開組男生球隊。

## 經歷
- 中華高中籃球隊
- 臺北市立體育學院籃球隊
- 七賢國中籃球隊教練（1995年～1997年）
- 三民家商籃球隊總教練（1998年～）
- U18中華男籃代表隊助理教練（2006年、2008年）
- 義守大學籃球隊總教練（2010年～）
- U16中華男籃代表隊總教練（2013年）
- 中華白男籃代表隊總教練（2018年）
- T1聯盟 / 台灣職業籃球大聯盟高雄全家海神球員發展顧問（2021年～）

## 外部連結
- 謝玉娟在fiba.basketball（英语）
- 謝玉娟在Eurobasket.com（教練）（英语）